# Massimo Bubola
Massimo Bubola, né le 15 mars 1954 à Terrazzo dans la province de Vérone, est un auteur-compositeur-interprète, réalisateur artistique et arrangeur italien.
Au cours de sa carrière, il a collaboré avec de nombreux artistes italiens dont il a écrit paroles et musiques. Sa principale collaboration est avec Fabrizio De André,. Il a également travaillé avec Milva, Gang, Mauro Pagani, Fiorella Mannoia, Cristiano De André, Kaballà et Grazia Di Michele.

## Biographie
Massimo Bubola est né à Terrazzo, une commune qui se trouve dans la province de Vérone. Il commence à écrire des chansons très jeune. En 1976, il est remarqué par le producteur Antonio Casetta et publie son premier album Nastro giallo («  ruban jaune »).
En 1978, Massimo Bubola commence une collaboration avec Fabrizio De André et écrit avec lui les paroles des albums Rimini et Fabrizio De André(1981).
Pour son troisième album Tre rose (« Trois roses ») publié en 1981, Bubola a bénéficié de la collaboration de Fabrizio De André comme producteur artistique et de Dori Ghezzi, Cristiano De André comme choriste et Mauro Pagani comme joueur de flûte.
Il continue à écrire des paroles pour ses albums, Massimo Bubola album (1982) et Vita, miracoli e morte (1989).
Amore e guerra (« Amour et Guerre »), publié en 1996, est une anthologie dans laquelle Bubola interprète quelques chansons de De André, Fiorella Mannoia et du Gang.
Son premier album live, Il cavaliere elettrico, a été publié en trois volumes en 2001, 2002 et 2004.
En 2005,  Quel lungo treno (« Ce long train ») est un album tiré des faits de la Première Guerre mondiale, dédié à ses grands oncles, morts pendant le conflit.
Son dernier album, In alto i cuori (« Hauts les cœurs »), qui comporte onze nouveaux morceaux est sorti le 22 janvier 2013.

## Discographie
- Nastro giallo (1976)
- Marabel (1979)
- Tre rose (1981)
- Massimo Bubola (album) (1982)
- Vita, morte e miracoli (1989)
- Doppio lungo addio (1994)
- Amore e guerra (1996)
- Mon trésor (1997)
- Diavoli e farfalle (1999)
- Giorni dispari (2001)
- Il cavaliere elettrico (2001, 2002, 2004)
- Niente passa invano - Concerts 1997/2002 (2003)
- Segreti trasparenti (2004)
- Quel lungo treno (2005)
- Neve sugli aranci (2007)
- Marabel[4] (2008)
- Ballate di terra & d'acqua (2008)
- Dall'altra parte del vento (2008)
- Chupadero! (2009)
- Romagna nostra (2010)
- In alto i cuori (2013)
- Il testamento di un capitano (2014) (Eccher Music)